# Pape Sy
Pape Ousseynou Sy (Loudéac, 5 aprile 1988) è un ex cestista francese con cittadinanza senegalese.

## Carriera
È stato selezionato dagli Atlanta Hawks al secondo giro del Draft NBA 2010 (53ª scelta assoluta).

## Palmarès
- Leaders Cup: 1

Le Mans: 2014
- Coppa di Francia: 1

Strasburgo: 2017-18